# Prodidomidae
Prodidomidae är en familj av spindlar. Prodidomidae ingår i ordningen spindlar, klassen spindeldjur, fylumet leddjur och riket djur. Enligt Catalogue of Life omfattar familjen Prodidomidae 303 arter.

## Dottertaxa till Prodidomidae, i alfabetisk ordning[1]
- Anagrina
- Austrodomus
- Caudalia
- Chileomma
- Chileuma
- Chilongius
- Cryptoerithus
- Eleleis
- Encoptarthria
- Katumbea
- Lygromma
- Lygrommatoides
- Molycria
- Moreno
- Myandra
- Namundra
- Neozimiris
- Nomindra
- Oltacloea
- Plutonodomus
- Prodida
- Prodidomus
- Purcelliana
- Theuma
- Theumella
- Tivodrassus
- Tricongius
- Wesmaldra
- Wydundra
- Zimirina
- Zimiris